# Luzinay
Luzinay – miejscowość i gmina we Francji, w regionie Owernia-Rodan-Alpy, w departamencie Isère.
Według danych na rok 1990 gminę zamieszkiwało 1568 osób, a gęstość zaludnienia wynosiła 83 osób/km² (wśród 2880 gmin regionu Rodan-Alpy Luzinay plasuje się na 543. miejscu pod względem liczby ludności, natomiast pod względem powierzchni na miejscu 552.).